# Bernhard von Kraiburg
Bernhard von Kraiburg (Bernhard Kramer) (1412-1477) (Kraiburg am Inn, 1412 - Herrenchiemsee, 17 de outubro de 1477) foi um humanista, literato, bispo de Chiem, reitor, chanceler do arcebispo de Salzburgo, bibliófilo,  filólogo e Bispo auxiliar de Salzburgo. Foi reitor em Friesach, protonotário, chanceler nomeado pelo Papa Pio II em 1461, e colecionador de livros tendo criado uma biblioteca com cerca de 100 volumes que hoje fazem parte das Bibliotecas de Munique, Salzburgo e Viena.

## Biografia
O pai de Bernhard von Kraiburg se chamava Friedrich Kramer. Estudou Direito Canônico em Viena no ano de 1437 e em 1442 tornou-se Doutor em Direito.  Em 1447 foi nomeado Chanceler do Bispo de Salzburgo, Frederico IV, tendo sido ordenado sacerdote um ano depois.  Ao longo de dois anos, teve uma série de benefícios:
- Em 1443 foi nomeado Canonista em Friesach, cargo que ocupou até 1459, quando passou a fazer parte do Gabinete do Reitor de Friesach.
- Em 1448 foi pastor em Lohkirchen.
- Em 1455 Vigário de Reut.
- Entre 1467 e 1469 foi Reitor da Abadia de São Pedro sobre o Madron[2], que pertencia à diocese de Frisinga.

Em 1452 Bernhard realizou como arcebispo o casamento de Luís, O Rico, Duque da Baviera-Landshut e em 1454 chefiou as negociações com a corte de Viena por causa do comércio de sal de Salzburgo.  Em 1460 foi nomeado por Nicolau de Cusa, arcebispo de Bressanone (Brixen), como administrador da Diocese de Brixen, mas ele recusou temendo represálias por parte de Sigismundo, regente do Tirol.  Em 11 de outubro de 1461 foi nomeado Núncio Apostólico da Alemanha pelo Papa Pio II e em 1463 foi promovido a diretor da Chancelaria de Salzburgo.
Após a morte de Ulrich von Plankenfels, bispo do Chiem, Bernhard von Rohr, arcebispo de Salzburgo, o nomeou como sucessor do bispo anterior.  A consagração foi realizada em 5 de Julho de 1467.  Posteriormente foi nomeado bispo auxiliar de Salzburgo e ocupou também o cargo de vigário geral.  Em 1475 ele participou do casamento de Jorge, O Rico, da Baviera-Landshut.  Presumivelmente ele ocupava o cargo de Chanceler de Salzburgo em 1476.  Um ano após a sua morte foi sepultado na Catedral de Herrenchiemsee diante do Altar de Santo Estêvão.

## Atividade literária
Além de suas funções religiosa e política, Bernhard dedicou-se também às atividades literárias.  Na qualidade de membro da Escola de Artes de Viena, ele escreveu a obra Retórica, que foi preservada em fragmentos. Em 1458 ele entrou em contato com o círculo de humanistas tal como Enea Sylvio Piccolomini, futuro papa Pio II. Foi autor de Discursos e Sermões, incluindo aqueles proferidos na consagração do Bispo de Ratisbona, Frederico III de Plankenfels, assim como o discurso de boas-vindas ao legado-cardeal Nicolau de Cusa durante o Sínodo Provincial de Salzburgo em 1451. Bernhard era amigo de Nicolau de Cusa e aparece em sua obra Sobre a natureza de Deus em uma de suas três partes.  
Notabilizou-se também por causa de uma carta que escreveu a Silvester Pflieger, bispo do Chiem falando sobre a Conquista de Constantinopla e outro relatório sobre a derrota dos turcos perto de Belgrado em 1456. Em 1457 ele escreveu uma carta (Epistola de obitu regis Ladislai) com reclamações sobre a morte do rei da Boêmia Ladislau, O Póstumo.  Em 1454 ele dirigiu uma queixa fictícia ao patrono da sua cidade, Ruperto de Salzburgo, que também publicou uma resposta.

## Obras
- Rhetoric.
- Deploratio miseriarum sui saeculi, praecipue captae a Turcis urbis Constantinopolitanae.
- Sobre a natureza de Deus.
- Diálogos (1460).
- Epistola de obitu regis Ladislai.
- Narratio rei gestae per Sigismundum Duc. Austr. contra Cardinalem de Cusa.
- Escreveu inúmeras cartas as quais se celebrizaram pelas informações sobre a derrota dos turcos em Belgrado no ano de 1456.  Esta carta, escrita em 25 de Agosto[8] de 1456 foi endereçada a Siegmund von Volkersdorf, arcebispo de Salzburgo.
- Duas de suas epístolas foram publicadas no Thesaurus anecdotorum do bibliófilo e historiador Bernhard Pez[9] (1683-1735).